# エキストラクター

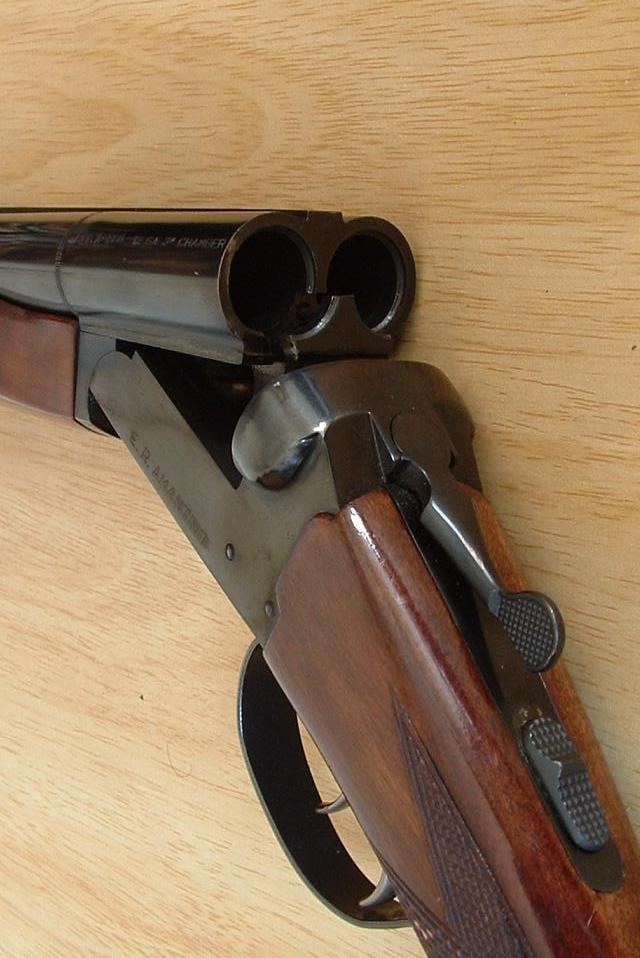
典型的なダブルバレル・ショットガンを折り曲げたところ。アクションが開かれ、「山」形のエキストラクターが、二本の銃身の間に見える。

エキストラクターは、火器の部品の一つで、発射済みの薬莢を引き出す役割をする。

## 概要
エキストラクターは、金属薬莢を用いるほとんどの火器にみられる。発射直後の薬莢は高熱であり、なおかつ腔圧によって薬室内に張り付いているため手で取り出すのは難しい。また自動火器の場合は次の弾薬を装填するために発射済みの薬莢を取り出さねばならない。そこで、薬莢を薬室から取り出す機構部品としてエキストラクターが設けられる。
リムド薬莢の場合、通常は弾薬のリムにエキストラクターが噛み合って薬室から引き出される。
リムレス薬莢の場合、エキストラクターを噛み合わせるために、エキストラクター・グルーブが刻まれている。
中折れ式の散弾銃（シングルまたはダブルバレルのものが多い）は、ほとんどの場合、折り曲げて開く（ブレークオープンする）と作動するエキストラクターを持っている。
リボルバーがもつエキストラクターは、シリンダー固定式の場合は薬莢を一つずつ、中折れ式や振出式の場合はすべての薬室から薬莢を一度に排出する。

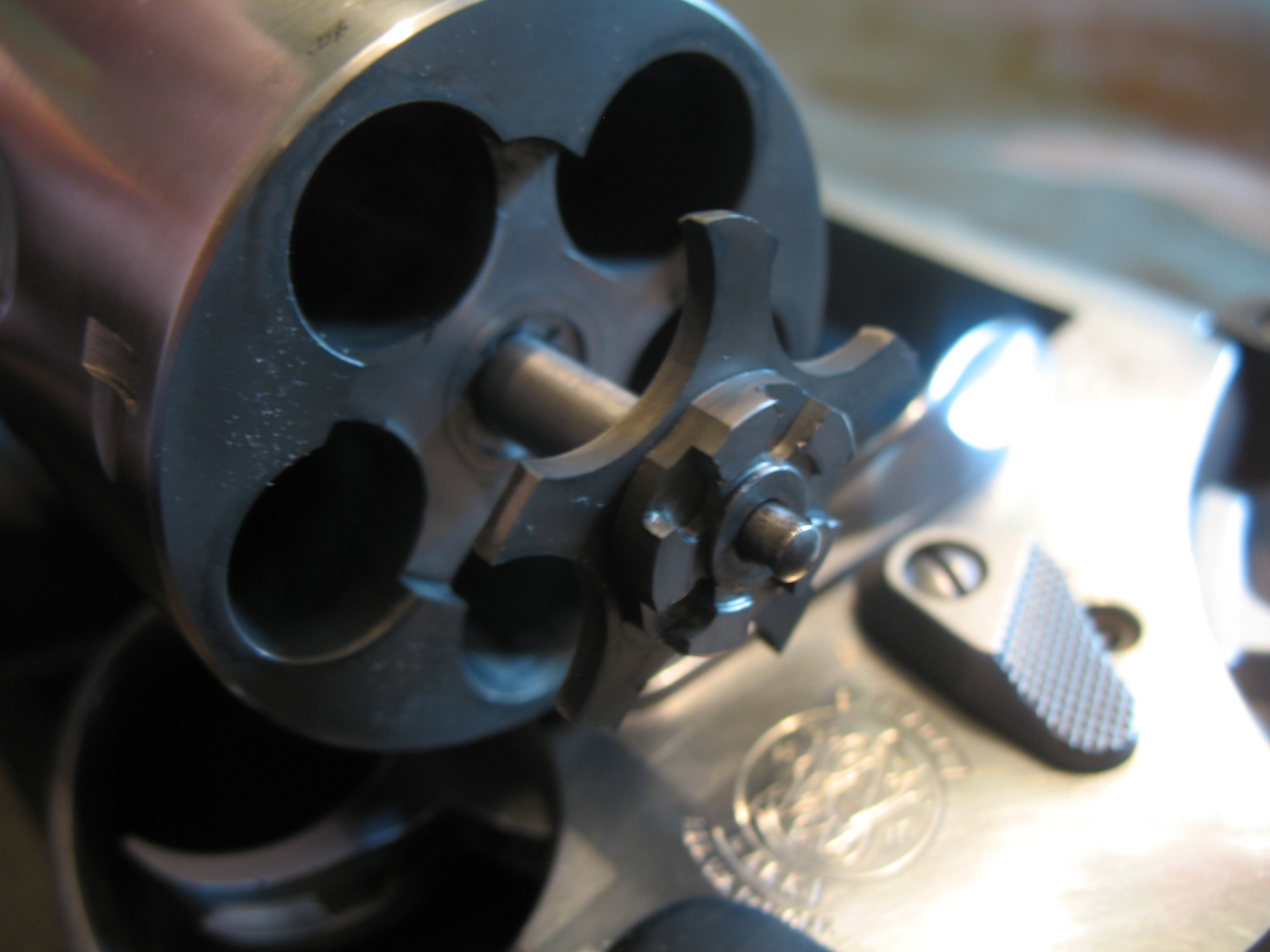
S&W M500のシリンダーからエキストラクターを引き出した状態。凹状の弧になっている箇所が薬莢のリムと噛み合って押し出す。

これらの銃はエキストラクターがエジェクターを兼ねていることがあり、いくつかの中折れ式散弾銃では薬室を開くと薬莢が完全に排出されるようになっているし、リボルバーは充分に素早く強い力でエジェクター・ロッドを叩けば、ほとんどの場合エキストラクターがシリンダーから空薬莢を排出する。
連発式の小銃や散弾銃、自動火器の場合は、発射済みの薬莢を完全に排出するために通常はエキストラクターとエジェクターが協調して動作する。エキストラクターは薬莢を薬室から引き出し、ある位置まで後退するとエジェクターが発射済みの薬莢を火器の外に蹴り出す。
中には、エジェクターを持たずエキストラクターしか持っていない火器もあり、そのような火器では使用者は発射済みの薬莢を自分で取り除かなければならない。
この場合、エキストラクターは薬室から薬莢を使用者が掴める程度には引き出すが、弾薬全体が排出されるほど引き出すわけではない。

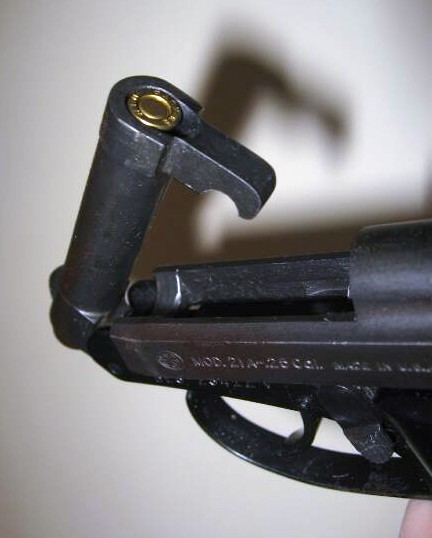
バレルを跳ね上げたベレッタ ボブキャット自動拳銃。エキストラクターが無いため、手動で弾薬や薬莢を抜き取るためには銃身を開き、薬莢の起縁に指をかけて取り出す構造になっている。

ブローバック方式の自動火器の場合、発射済みの薬莢は火薬の燃焼ガス圧によって薬室から押し出されることで排出されるので、エキストラクターは必ずしも必要でない。とても古いブローバックピストルのいくつかは、リムやエキストラクターグルーブのない弾薬（たとえば5mm ベルグマン）を使っており、したがって、エキストラクターがなかった。しかしこの仕組みは、不発がおきたときなどに弾薬を取り出すのが難しいことから、あまり成功しなかった。
より新しい時代のブローバックピストルにおいては、エキストラクターが無い設計にもかかわらず成功した例がある。ベレッタの小型ピストル（M950など）がそれで、これらの現代のピストルは、リムやエキストラクターグルーブのない弾薬は使用せず、また通常は跳ね上げ式の銃身を持っており、薬室後部をむき出しにして、手で容易に弾薬を取り出せる仕組みになっている。